# История с амулетом
«История с амулетом» (англ. The Story of the Amulet) — волшебная повесть в жанре фэнтези Эдит Несбит, впервые изданная в 1906 году с рисунками Г. Р. Миллара. Является заключением трилогии «Псаммиад».

## Сюжет
Четверо ребят: 12-летний Сирил, 11-летняя Антея, 10-летний Роберт и 8-летняя Джейн остались одни. Отец уехал военным корреспондентом в Маньчжурию, мать — поправлять здоровье на Мадейру, а дядя и тётя в Китай. Ребята остаются жить с няней в Лондоне, рядом с Британским музеем. Во время прогулки по улицам Лондона они покупают в магазине Псаммиада, и последний помогает им найти половину амулета. Ребята отправляются к историку, «бедному ученому джентльмену», чтобы тот расшифровал надпись на амулете, и историк говорит, что надпись на амулете звучит так: «УР — ХЕКАУ — СЕТЧЕХ». Амулет рассказывает им, как он был разделён надвое. Дети отправляются в Древний Египет, где едва не погибают от копий чужаков, в Вавилон, где разлучаются с сестрёнкой Джейн, снова в Египет и в будущее. Половина амулета оказалась у египетского жреца Рекх-Мары.

## Цензура
В поздних изданиях повести были вырезаны фрагменты «семитского» содержания в главе «Необычайные приключения королевы в Лондоне» (некоторые лондонцы описываются как «большеносые люди» и имеют фамилии вроде Левинштейн). 

## Влияние на культуру
Клайв Стэплз Льюис, автор «Хроник Нарнии», создавал образы Джадис и богини Таш, вдохновляясь образами Королевы Вавилона и Нисроха.